# Kaptarakwa
Kaptarakwa är en ort i distriktet Keiyo i provinsen Rift Valley i Kenya.